# Vojislav Dulić
Vojislav Dulić, srbski vojaški zdravnik in general, * 12. maj 1900, † 2. februar 1953.

## Življenjepis
Doktoriral je na beograjski Medicinski fakulteti; med študijem je sodeloval v revolucionarnem gibanju. Leta 1941 je vstopil v NOVJ in leta 1942 v KPJ. 
Med vojno je bil sanitetni referent 2. proletarske brigade, 2. proletarske divizije, načelnik sanitete 2. udarnega korpusa in GŠ Srbije.
Po vojni je postal načelnik Glavne vojne bolnice, inšpektor sanitetne službe,...